# Jüdischer Friedhof Altenstadt (Hessen)
Der Jüdische Friedhof in Altenstadt, der gleichnamigen Gemeinde im hessischen Wetteraukreis, liegt an der Straße nach Engelthal, im westlichen Teil des Gemeindegebiets, in der Nähe zum Waldrand.
In der Mitte des 19. Jahrhunderts wurde der Friedhof angelegt, nachdem die Toten der jüdischen Gemeinde Altenstadt zunächst in Hainchen beigesetzt wurden. Die letzte Beisetzung auf dem Friedhof wurde 1936 vorgenommen. Nach dem Ende des Zweiten Weltkriegs sind die Grabsteine wieder aufgestellt worden. Sie stehen teilweise nicht auf den richtigen Gräbern.
Die Friedhofsfläche umfasst 9,29 ar und ist im Denkmalverzeichnis vom Landesamt für Denkmalpflege Hessen als Kulturdenkmal aus geschichtlichen Gründen ausgewiesen.